# يونغ إل. أي.
يونغ إل. أي. (بالإنجليزية: Yung L.A.) هو مغني أمريكي، ولد في 26 مارس 1986 في أتلانتا في الولايات المتحدة.

## وصلات خارجية
- الموقع الرسمي
- يونغ إل. أي. على موقع ميوزك برينز (الإنجليزية)
- يونغ إل. أي. على موقع أول ميوزيك (الإنجليزية)
- يونغ إل. أي. على موقع ديسكوغز (الإنجليزية)